# Черният телефон
„Черният телефон“ (на английски: The Black Phone) е филм на ужасите от 2021 г. на режисьора Скот Дериксън, адаптация на едноименния разказ на Джо Хил. Във филма участват Мейсън Теймс, Маделин Макгроу, Джеръми Дейвис, Джеймс Рансоун и Итън Хоук.
Световната премиера е на 25 септември 2021 г. от „Фантастик Фест“, а в САЩ излиза по кината с една година закъснение – на 24 юни 2022 г.

## Актьорски състав
- Мейсън Теймс – Фини
- Маделин Макгоу – Гуен
- Итън Хоук – Убиецът
- Джеръми Дейвис – Терънс, агресивния баща-алкохолик на Фини и Гуен
- Е. Роджър Мичъл – Детектив Райт
- Трой Рудесийл – Детектив Милър
- Джеймс Рансоун – Макс, братът на Убиеца
- Мигел Казарес Мора – Робин, приятел на Фини, който става жертва на Убиеца

## В България
В България филмът е пуснат на същата дата от „Форум Филм България“. Преводът е на Милена Боринова.